# Alberto I de Lovaina
Alberto I de Lovaina (1070-† Lieja, 1 de enero de 1128) fue príncipe-obispo del principado de Lieja de 1122 a 1128.

## Biografía

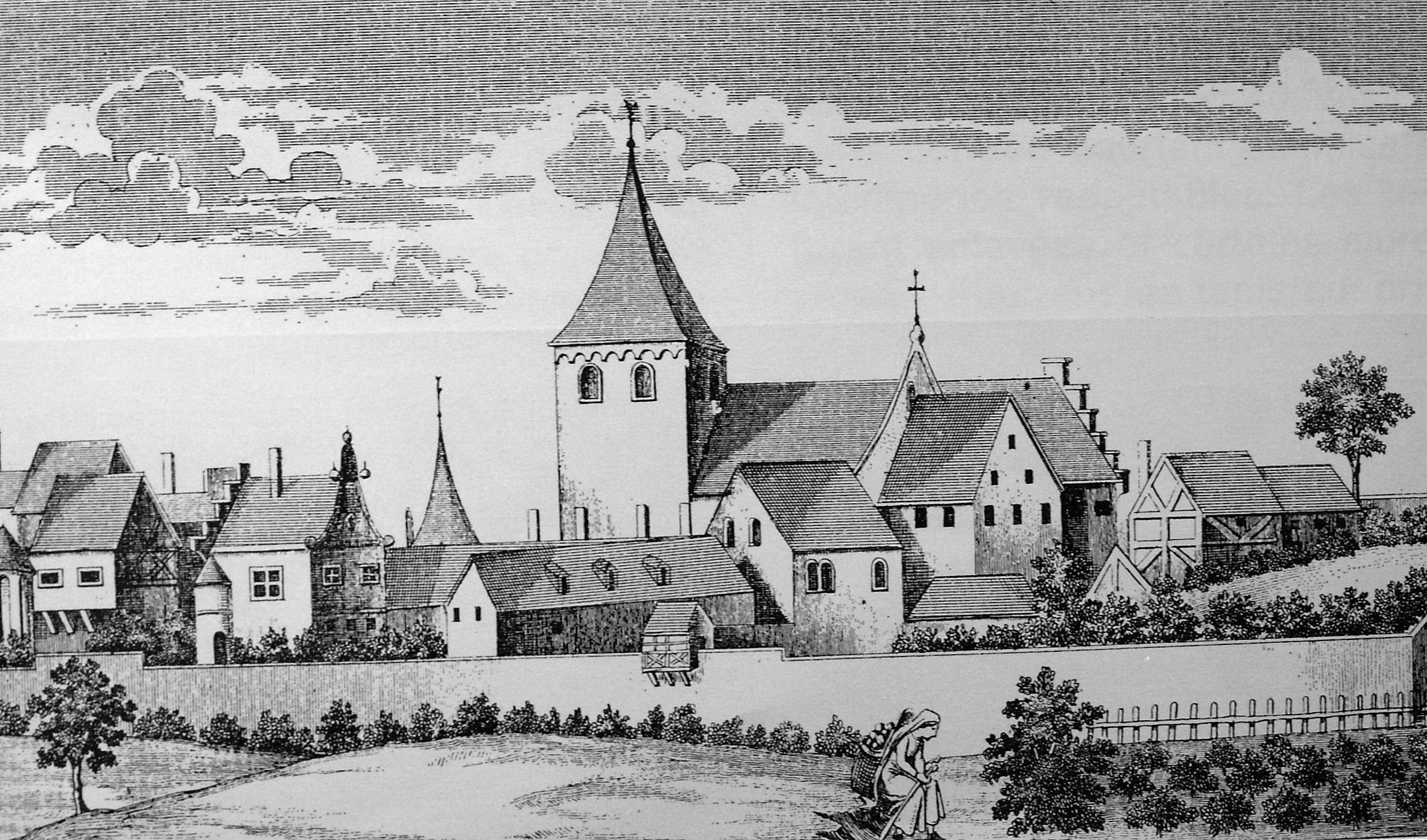
Abadía de Gil de Lieja en 1584.

Alberto I era el tercer hijo del conde Enrique II de Lovaina y de Adela de Tweisterbant. Su hermano Godofredo fue duque de Baja y Alta Lorena, conde de Lovaina.
Después de la muerte de Federico de Namur, la sede quedó vacante durante casi dos años, en el marco de la querella de las investiduras. Hubo que esperar al Concordato de Worms de 1122 entre el emperador Enrique V del Sacro Imperio Romano Germánico y Calixto II para que fuera nombrado Alberto I, elegido por el capítulo de la catedral de san Lamberto (Lieja).
Fundó la abadía de Gil el Eremita, fuera de las murallas de Lieja, iglesia en la que fue enterrado.
Falleció en Lieja el 1 de enero de 1128. Fue enterrado en la abadía de Saint-Gilles-en-Publémont.

### Citas
1. ↑  Thijm, Alberdingk (1875). «ADB:Adalbero (Bischof von Lüttich)». wikisource.org (en alemán). Consultado el 19 de marzo de 2014. «Band 1 (1875), S. 179».
2. ↑  «L'église impériale: de Frédéric de Namur à Albert de Cuyck». La principauté de Liège Essai de chronologie (en francés). 2013. Archivado desde el original el 5 de noviembre de 2013. Consultado el 20 de marzo de 2014.